# カンダーラ
カンダーラ (Qandala, Candala, Andala, Bender Chor, 
Bandar Kor, Bender Kor, Taba Tege) は、ソマリア北部のプントランドにある町。このページでは郊外も含めたカンダーラ地区についても述べる。カンダーラの町は、カンダーラ地区の行政中心地である。カンダーラ港はソマリ人に「繁栄の湾」とも呼ばれている。

## 概要
カンダーラはソマリア北岸にある港町で、アデン湾に面している。昔は主要な港町の一つだったが、今では西75キロメートルに位置しているボサソがプントランドの主要港となっている。
カンダーラは分岐する2本のワジ（雨季にのみ流れる川）に囲まれた三角江にあり、天然の要害となっている。

## 歴史
古代、カンダーラはアフリカの角の内陸部からの商人が、香やアラビアガム、香木などの物資を輸出するのに使った活発な交易拠点だった。「Gacanka Hodonka」（ソマリ語で「繁栄の湾」）というニックネームは、この時代の名残である。
カンダーラがある三角江のワジの分岐点には古代の要塞都市ボティアラがある。
19世紀の終わりにフランス政府から派遣されてソマリア各地を調査したジョルジュ・レヴォワルは、著書『アロマテス岬（東アフリカ）への航海 1877年～1878年』の中で、カンダーラを「Gandala」の名で報告している。レヴォワルによれば、カンダーラの名前は、この地に生える神聖なgandaという木にちなんで付けられた。また、マジェルテーン・スルタン国の領地であり、カンダーラから見て海岸沿いに東にあるベンダー・ムラヨの知事の管轄下にあった。いくつかの土塗りの建物、2つの砦、美しく大きなモスクがある町だが、水源は無かった:193。

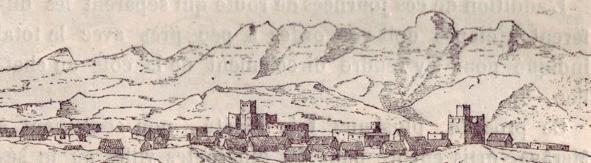
19世紀にフランス人ジョルジュ・レヴォワルが報告したカンダーラの街並み
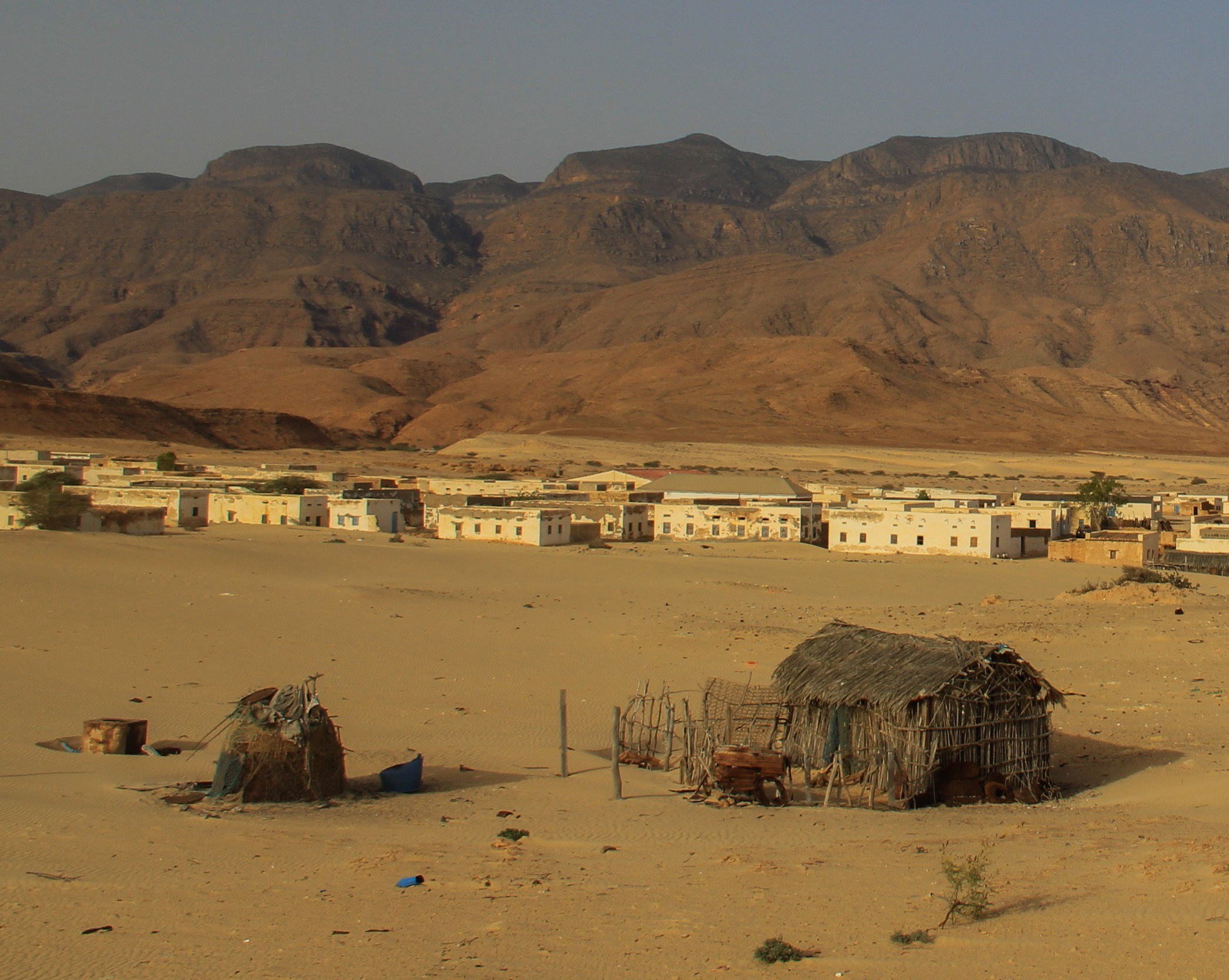
現在の街並み

### ソマリア内戦以後
2012年10月、プントランド海軍がアルシャバブに向けられて輸入されたと思われるイエメンからの地雷や重火器を積んだボートをカンダーラの近くで押収した。

### 2016年 ISILによる占領と解放
2016年10月26日、ISIL派に関連する50人の武装した戦闘員からなる過激派グループが、地元の治安部隊との短い銃撃戦の後、カンダーラを占領した。カンダーラはソマリアでISILに占領された初めての町になった。 BBCニュースはこのグループはすぐに撤退したと報じたが、おそらく誤報。2016年12月7日、ソマリア政府関係者は、プントランド治安部隊が30人の武装勢力を殺し、戦闘員4人を殺された上でISIL関連の戦闘員から同港を奪還したと語った。
2017年4月、ISILはカンダーラ周辺のDasan村を占領した。
2017年9月、ガース大統領がカンダーラを訪問。
2018年1月、カンダーラの住民は政府からの衛生、健康、水、教育などの行政サービスを受けられないため、アヤティン（Aayatiin）と呼ばれるボランティア活動に支えられていると報じられている。
2018年5月、プントランドのガース大統領は、カンダーラ議会を解散すると発表し、市長のJaamac Maxamud Khuursheを解任して、暫定市長にYuusuf Maxamed Saciidを任命した。
2018年12月、カンダーラ近郊のBir Miiraliで過激派グループアル・シャバブとISILの間で戦闘が発生した。アル・シャバブのメンバー14名が死亡。地元企業から取るみかじめ料を巡る争いと見られる。
2019年1月、アル・シャバブはISILを攻撃して2か所の拠点を占領。
2021年10月、プントランド内務副長官がカンダーラ地区評議会のメンバー27人を発表した。

## 教育
プントランド教育省によると、カンダーラ地区には15の小学校がある。

## 交通
カンダーラには小規模な港がある。
空港もある。

## 市長
- Jaamac Maxamud Khuurshe 2012年1月～[18][19]2018年5月30日[20]
- Yuusuf Maxamed Saciid（暫定）2018年5月30日～
- Yuusuf Qaxiye Ciise 2019[21]～2020年8月21日（死亡退職）[22]
- Cabdikhaaliq Maxamed Ismaaciil ～2021年1月[23]
- Axmed Yuusuf Maxamed Khuurshe 2021年1月～[23]